# Світові літні спеціальні Олімпійські ігри 2011

Офіційний логотип Спеціальної Олімпіади 2011

Світові літні спеціальні Олімпійські ігри 2011 — спеціальні Олімпійські ігри, що відбудуться в період з 25 червня по 4 липня 2011 року в Афінах, Греція. Церемонія відкриття відбулася на історичному стадіоні Панатінаїкос, церемонія закриття ігор відбудеться на Олімпійському стадіоні. В Іграх візьмуть участь 7 000 спортсменів, які супроводжують 2500 тренерів, 40 тис. родичів, 3000 представників ЗМІ із 180 країн світу та 25 000 волонтерів.
З 29 травня по 3 червня 2010 року в Афінах — Національні попередні ігри спеціальної Олімпіади, які стануть першим етапом перевірки готовності до Світових літніх ігор Спеціальної Олімпіади 2011 року, які прийматиме грецька столиця.
7 жовтня 2010 року факел Спеціальних олімпійських ігор прибув в Афіни і був переданий Президенту Греції Каролосу Папульясу, який також записався волонтером для цих ігор.
На початку 2011 року до підготовки Ігор долучилась волонтерська організація «Дія громадянина» (грец. Έργο Πολιτών).

## Види спорту
Затверджений перелік видів спорту:
| - Водні види спорту - Легка атлетика - Бадмінтон - Баскетбол - Бокс - Боулінг - Велоспорт - Кінний спорт - Хокей - Футбол - Гольф | - Гімнастика - Дзюдо - Пауерліфтинг - Катання на роликових ковзанах - Вітрильний спорт - Софтбол - Настільний теніс - Гандбол - Теніс - Волейбол |